# Campionato russo di calcio
Il campionato russo di calcio (in russo Российская футбольная лига?) è nato nel 1992 in seguito allo smembramento dell'Unione Sovietica in 15 repubbliche indipendenti, fra cui appunto la Russia, ed è posto sotto l'egida della Federazione calcistica della Russia.

## Struttura
Il campionato russo si articola nelle seguenti divisioni, ciascuna organizzata da una propria lega:
| Livelli | Divisioni                                                                                               |
| ------- | --- |
| 1       | Prem'er-Liga 16 club                                                                                    |
| 2       | Pervenstvo Futbol'noj Nacional'noj Ligi 18 club                                                         |
| 3       | Vtoraja liga Rossii Gold Group 10 club                                                                  |
| 3       | Vtoraja liga Rossii Silver Group 8 club                                                                 |
| 4       | Pervenstvo Rossii sredi ljubitel'skich futbol'nych klubov Gironi Interregionali 120 gruppi in 10 gironi |

Il quarto livello è non professionistico e può essere a sua volta diviso in sotto categorie; il numero di squadre a questo livello cambia di anno in anno

## Storia
Il campionato russo nasce nel 1992, anno in cui la massima serie fu disputata con una formula anomala: le 20 squadre divise in due gironi, si affrontava in partite di sola andata, le 4 migliori di ciascun raggruppamento davano poi vita alla lega finale per il titolo, mentre le altre 12 ai play-off per la permanenza in massima serie. Si trattò di una fase di transizione con le squadre russe che provenivano dal vecchio campionato sovietico.
I nomi dei livelli erano ancora quelli sovietici: avevamo Vysšaja Liga, Pervaja liga e Vtoraja Liga come in epoca sovietica.
Nel 1994 fu introdotto un quarto livello di campionato nazionale: la Tret'ja Liga, cioè Terza Lega; tale campionato ha vissuto solo per quattro stagioni chiudendo i battenti alla fine del 1997.
Il 1998 è stato anche l'anno in cui si abbandonarono i vecchi nomi sovietici: la Vysšaja Liga divenne Vysšaja Divizion, la Pervaja liga si chiamò Pervyj divizion e la Vtoraja Liga Vtoroj divizion (in pratica si passò da "lega" a "divisione").
Altri cambi di denominazione avvennero nel 2002 (da Vysšaja Divizion a Prem'er-Liga) e nel 2011 (da Pervyj divizion a Pervenstvo Futbol'noj Nacional'noj Ligi). Ma il vero cambiamento riguardò il cambiamento temporale dei campionati: esso, infatti, si svolgeva interamente nell'anno solare, iniziando a marzo e terminando a novembre, come succede di solito nei paesi più freddi. Dal 2011 i vari livelli si sono adeguati ai ritmi dei maggiori campionati europei, suddividendo la stagione tra l'anno 2011 e il 2012.